# Додола

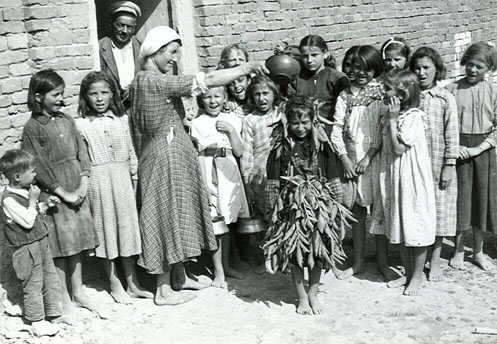
Обряд Пеперуда, исполняемый в Добруджи. Болгария, 1950-е годы

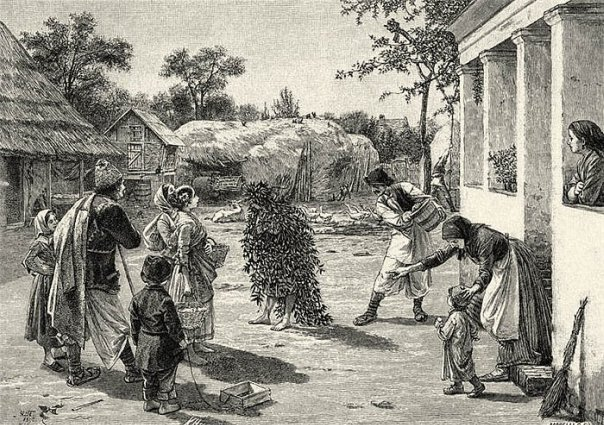
У. Предич. Обливание Додолы. Сербия, 1892

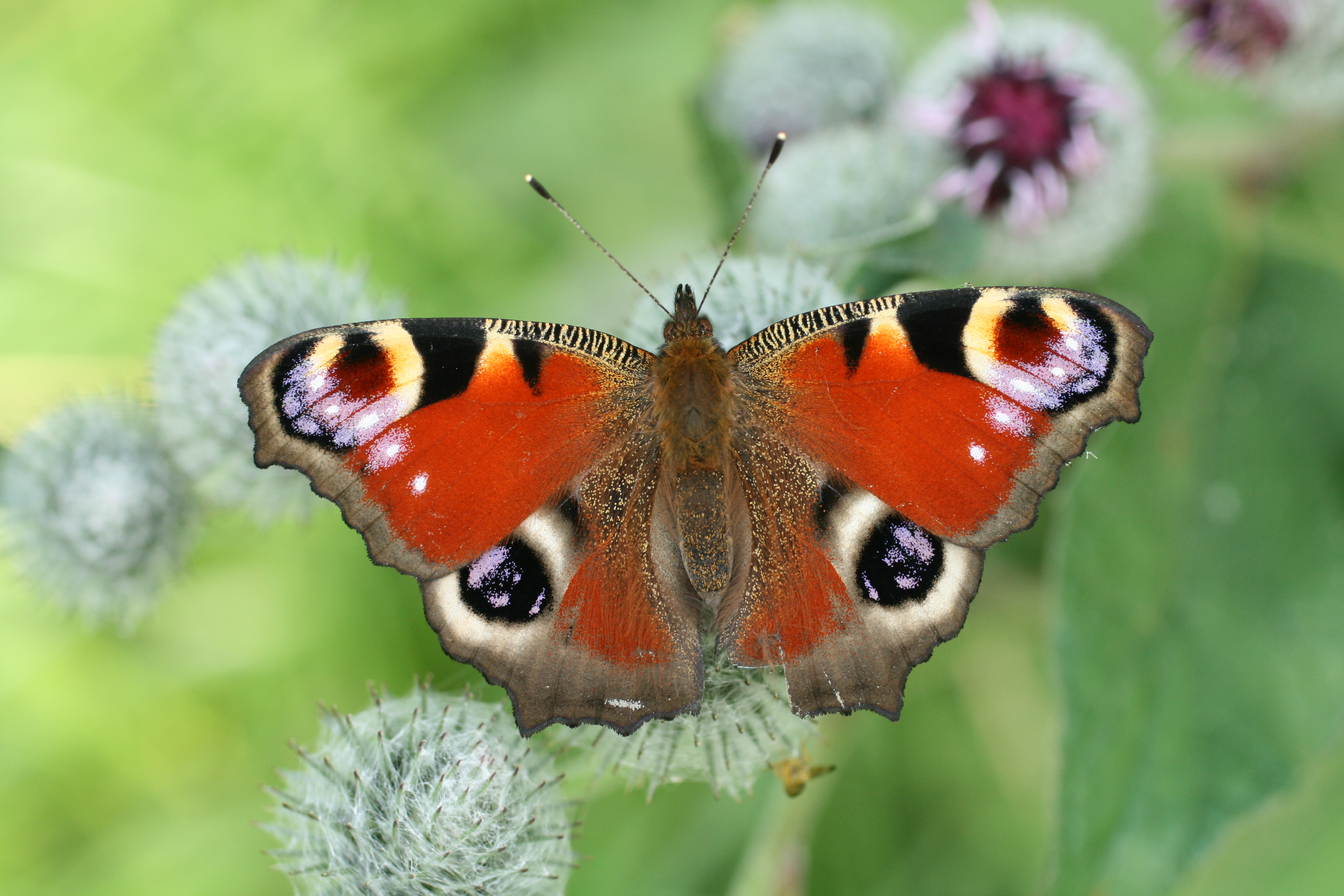
По-болгарски бабочка — пеперуда

Додола, Пеперуда — в балканской традиции весенне-летний обряд вызывания дождя, а также центральный персонаж или участник этого обряда. Название додола (и близкие ему дудула, додулица, додолаш, гойголе, вајдодуле и т. п.) характерно для сербских, западно-болгарских и ряда македонских областей, тогда как в Хорватии (Далмация, Приморье, Жумберак, Крижевцы) название обряда и его участников — prporusee, preperuse, barbarusa, pepeluše. На большей части болгарской территории, а также в македонских и восточно-сербских регионах распространено название пеперуда (пеперуна, пеперуга, пемперуга, перперуна, преперуна и т. п.), в Румынии — paparuda, păpăluga. Обряд известен также в Греции и Албании.

## Название
Название обряда Додола связано с южнославянскими песенными зачинами и рефренами исполняемых во время обряда (серб. «Oj додо, oj додоле»; з.-болг. «Ой, додуле, дай Боже, дож!»); а болг. пеперуда «бабочка» — к песне, связанной с полетом бабочки, просящей Бога дождь («Пеперуда лятала / как са й Бога молила / Дай ми, боже, дребен дъж...»).
Древний смысл названий додола/пеперуда/прпоруши связывает их с именами бога-громовержца, его действиями или эпитетами (ср. лит. dundulis — раскаты грома, латыш. dūdina Pērkuonins — громыхает громом).

## Обряд
Центральный персонаж обряда — обычно увитая зеленью девочка-сирота, девушка, ребёнок, родившийся после смерти отца, последний ребёнок-девочка у матери (если мать впоследствии родит ещё одного ребёнка, в селе ожидаются большие несчастья),  реже — мальчик. Участники обряда обходят сельские дома. После исполнения обрядовой песни и танца перед домом хозяева окатывают основную участницу  водой. Имитируя дождь, иногда обливали через решето или сито, при этом «Додола» вертится, чтобы разбрызгать вокруг себя побольше воды.
Затем хозяева одаривают исполнителей. Собранные подарки и продукты участники процессии делят между собой (большую долю получает ребёнок-сирота); обычно устраивается совместная трапеза.
Обряд исполняется во время засухи, в основном в период от Юрия до Петрова дня (Сербия), между Пасхой и Троицей (Румыния, Болгария), в Ильин день (Греция). В селах северо-восточной Болгарии обычай может сочетаться с обрядом Германа. В некоторых областях он приурочен к определенному празднику, например, — «Рани-поле», следующему дню после дня св. Георгия. В западных областях юго-славянского ареала участники обряда — преимущественно неженатые парни; в восточных — девушки и девочки.
В сербских и западно-болгарских областях в обряде зафиксировано ношение, волочение креста, что сближает Додолу с другим обрядом вызывания дождя: серб. крестоноше, литије, болг. кръсти. В северо-хорватских областях элементы ритуала (обливание водой украшенного зеленью участника) обнаруживаются в обряде Зелёный Юрий, на Косово процессия дојдолице включает черты известного у южных славян обхода краљице: выделяются два персонажа — «невеста» и «парень», который несёт «знамя» из красной ткани с яблоком и полотенцем на конце древка.
Сравнительный анализ до-дольских песен и ритуалов позволяет предположить, что Додола первоначально изображала жену громовержца, а окружение главной героини — её жриц.